# 藤野正年
藤野 正年（ふじの まさとし、1871年2月20日（明治4年1月2日） - 1943年（昭和18年）12月13日）は日本の政治家、実業家。衆議院議員、大阪米穀取引所理事。

## 略歴
1871年（明治4年1月）、愛媛県松山市で生まれる。東京法学校（現・法政大学）で法律を専修する。1907年（明治40年）、大阪米穀取引所理事に就任する。その後、浪花火災保険と大日本冷蔵会社などの創設にも力を尽くした。1915年（大正4年）には、鬼度川水力電気取締役や、日本製麻専務にも就任した。1917年（大正6年）に第13回衆議院議員総選挙に愛媛県郡部選挙区から立憲政友会所属で出馬し、当選する。1920年（大正9年）の総選挙は実業多忙を理由として、選挙戦の最中に立候補を取り下げた。
日本冷蔵舎密・浪花火災保険各監査役なども歴任した。